# Mars 1826

## Événements
- 6 mars - 14 avril : élections générales au Royaume-Uni[1].

- 10 mars : le roi Jean VI de Portugal meurt sans laisser d’indication concernant sa succession. Le conseil de Régence choisit son fils aîné Pierre Ier du Brésil. Mais comme celui-ci ne peut pas régner à la fois sur le Brésil et le Portugal, il était prévu qu’il abdiquerait en faveur de sa fille Maria da Glória, âgée de sept ans, laquelle épouserait, le moment venu, son oncle Miguel. Pedro octroie une charte constitutionnelle. Miguel jure fidélité à cette charte, qui lui permettait d’exercer la régence auprès de la fiancée à partir de 1828.

- 17 mars - 3 mai, France : manifestations du jubilé, terminées par la pose solennelle de la première pierre d’un monument à Louis XVI qui ne sera jamais édifié.

- 23 mars : protocole russo-britannique de Saint-Pétersbourg proposant une médiation entre Turcs et Grecs.

## Naissances
- 23 mars : Léon Minkus, compositeur autrichien († 7 décembre 1917).

## Décès
- 1er mars : Friedrich Weinbrenner, architecte allemand (° 1766).
- 14 mars : Jean Baptiste Leschenault de la Tour (né en 1773), botaniste et ornithologue français.